# 凌霄烈士墓
凌霄烈士墓，又稱凌霄烈士墓地，是池州市文物保護單位之一，位於中國安徽省池州市贵池區池州革命烈士陵园內。502平方米，在1949年8月20日建成。

## 结构
墓由墓冢、祭坛、拜台三个部分组成。墓冢以血红色花岗岩砌成，石质墓碑立于顶部，碑高2.2米，宽1.03米，厚0.04米，正面镌“凌霄烈士之墓”隶书，背面是墓志铭，冢周立石质面刻宝相花和松柏图案的圆形祭坛。西南面依次建有拜台三级，延至山脚。

## 保护
凌霄烈士墓佔地502平方米，在1949年8月20日建成，原本建於原贵池城东体育场地，1961年1月迁至池州镇贵池中学以北山头，1992年移至池州革命烈士陵园。
凌霄烈士墓在1988年11月列入贵池县第二批文物保护单位，2002年列入池州市第一批文物保護單位。2019年3月28日，升格为安徽省第八批文物保护单位。

## 碑文
原文如下（以下采用为碑文实际字体）：
|  | 凌霄同志，你生為人民而生，死為人民而死。在你用鮮血灌溉的土地上，已生起了独立民主的鮮花。你所辛勤从事的人民民主解放事業，已经光輝勝利了。你所痛恨的反动派已经倒下去了。 一九四九年八月 |